# The Collection (David Bowie)
The Collection is een compilatiealbum van de Britse muzikant David Bowie, uitgebracht in 2005. Het album bevat één nummer van zijn studioalbums van David Bowie uit 1969 en Scary Monsters (and Super Creeps) uit 1980, met uitzondering van Pin Ups uit 1973. Het album focust zich meer op minder bekende albumtracks en bevat slechts één nummer dat op single is uitgebracht, "Beauty and the Beast".

## Tracklist
- Alle nummers geschreven door Bowie.

1. "Unwashed and Somewhat Slightly Dazed" (van David Bowie, 1969) – 6:15
2. "The Width of a Circle" (van The Man Who Sold the World, 1970) – 8:07
3. "Andy Warhol" (van Hunky Dory, 1971) – 3:47
4. "Soul Love" (van The Rise and Fall of Ziggy Stardust and the Spiders from Mars, 1972) – 3:36
5. "Cracked Actor" (van Aladdin Sane, 1973) – 2:58
6. "Sweet Thing" (van Diamond Dogs, 1974) – 3:40
7. "Somebody Up There Likes Me" (van Young Americans, 1975) – 6:31
8. "Word on a Wing" (van Station to Station, 1976) – 6:02
9. "Always Crashing in the Same Car" (van Low, 1977) – 3:31
10. "Beauty and the Beast" (van "Heroes", 1977) – 3:37
11. "Repetition" (van Lodger, 1979) – 3:01
12. "Teenage Wildlife" (van Scary Monsters (and Super Creeps), 1980) – 6:55